# Catherine Bearder

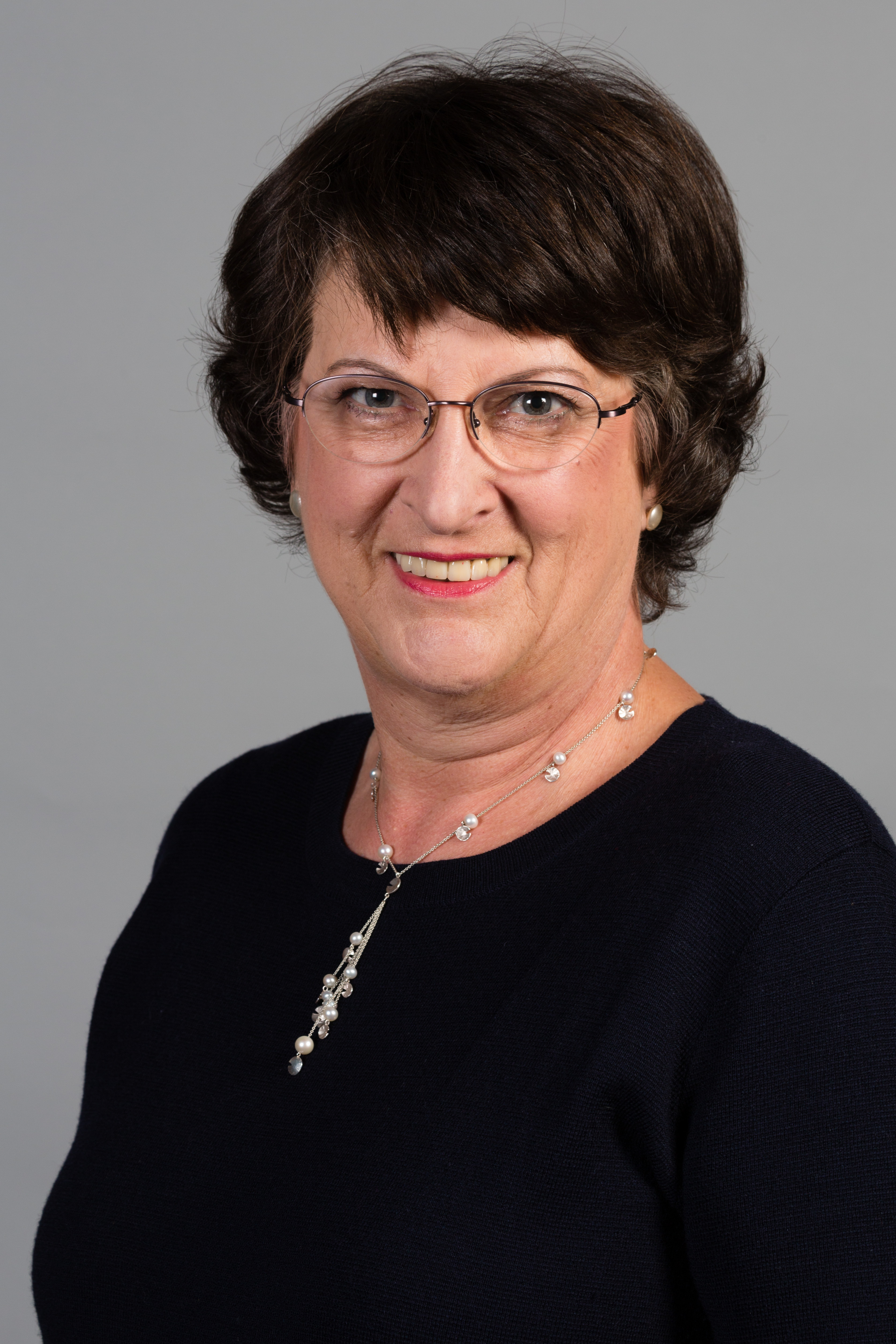
Catherine Bearder

Catherine Bearder (* 14. Januar 1949 in Broxbourne, Hertfordshire) ist eine britische Politikerin der Liberal Democrats.

## Leben
Bearder war von 2009 bis Januar 2020 Abgeordnete im Europäischen Parlament. Bearder ist mit dem Zoologen Simon Bearder, der als Hochschullehrer an der Oxford Brookes University lehrt, verheiratet und hat drei Kinder.

## MdEP Mitglied des Europaparlament
Als MdEP war Bearder im Ausschuss für regionale Entwicklung und in der Delegation in der Paritätischen Parlamentarischen Versammlung AKP-EU. Als Stellvertreterin war sie im Ausschuss für internationalen Handel, im Ausschuss für Verkehr und Fremdenverkehr und in der Delegation für die Beziehungen zu den Vereinigten Staaten.